# Miles van Courtenay
Miles van Courtenay (circa 1069 - rond 1138) was van eind 11e eeuw tot aan zijn dood de derde heer van Courtenay. Hij behoorde tot het huis Courtenay

## Levensloop
Miles was de oudste zoon van heer Jocelin I van Courtenay uit diens tweede huwelijk met Elisabeth, dochter van heer Gwijde I van Montlhéry. Eind 11e eeuw volgde hij zijn vader op als heer van Courtenay.
In 1095 huwde hij met Ermengarde, dochter van graaf Reinoud II van Nevers. Uit hun huwelijk zijn drie zonen bekend:
- Willem (overleden rond 1147), de vierde heer van Courtenay; stierf tijdens de Tweede Kruistocht
- Jocelin
- Reinoud (overleden na 1161), de vijfde heer van Courtenay; stichtte de Engelse tak van het huis Courtenay

Rond 1124 stichtte hij de cisterciënzersabdij van Fontaine-Jean in Saint-Maurice-sur-Aveyron, waar hij na zijn dood rond het jaar 1138 werd bijgezet.